# Xonqa
Xonqa (uzb. cyr.: Хонқа; ros.: Ханка, Chanka) – osiedle typu miejskiego w południowym Uzbekistanie, w wilajecie chorezmijskim, w dolinie Amu-darii, siedziba administracyjna tumanu Xonqa. W 1989 roku liczyło ok. 29 tys. mieszkańców. Ośrodek przemysłu włókienniczego (zakłady oczyszczania bawełny i produkcji dywanów).
Miejscowość otrzymała status osiedla typu miejskiego w 1981 roku.